# Damaliscus lunatus korrigum
Damaliscus lunatus korrigum är en underart till arten topi inom underfamiljen koantiloper. Olika taxonomiska avhandlingar, som Mammal Species of the World, listar denna koantilop som god art.
Djuret skiljer sig från den närstående bläsbocken, liksom andra underarter av topin, genom sin något större storlek, mera klart rödbruna fäll och frånvaron av vita teckningar i pannan och på benen.